# 膜电位

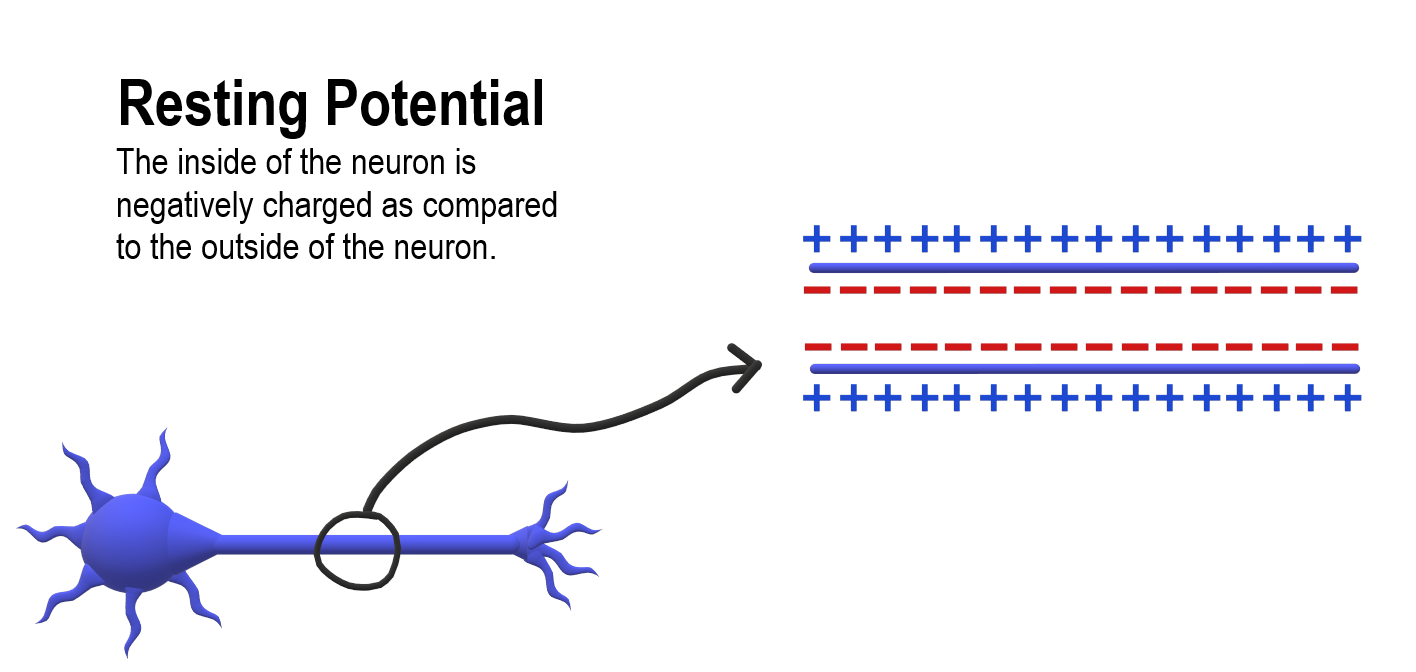
图示神经元轴突在静息时的膜电位

在生理学中，膜电位（membrane potential）又称跨膜电位（transmembrane potential）、膜电压（membrane voltage），是以细胞膜相隔的细胞内外溶液之间的电位差（电压）。动物与植物的细胞膜在静息时维持一定电位差，细胞内部的负电性常大于其外部。大多数细胞的膜电位保持相对稳定，可兴奋细胞则能产生较大变化。在电化学中，膜電位是指以膜相隔之兩溶液間產生的電位差。
膜电位是細胞生命活動的過程中伴隨之電現象，其大小主要由细胞内外溶液的离子组成以及离子的膜通透性决定，其形成也依赖膜上各种离子通道和离子泵的共同作用。膜电位在神经细胞通信过程中，起着重要作用。

## 分类
膜电位可分为包括静息电位和动作电位两大类：
- 静息电位（resting potential）是细胞在静息状态下，存在于细胞膜内外两侧的膜电位。通常以细胞外为基点（零点），按物种不同和细胞类别不同，静息电位可在-20mV至-200mV之间。人类神经细胞的静息电位则约在-70至-60mV之间。
- 动作电位（action potential）是原本在静息状态下的可兴奋细胞（神经或肌肉），在接受适当的刺激（阈上刺激）后，产生膜电位发生迅速、可传导、一过性、可逆转的波动，沿着神经轴突或肌细胞膜以全或无的特点进行传播的电位。

## 机制

细胞膜两侧离子浓度的差异导致称为膜电位的電壓。

如右图，常见的膜电位的电压在+40 mV到–70 mV之间。许多离子包括在膜之间都有浓度差，包括钾离子（K+），其膜内的浓度要高于膜外的浓度。钠离子（Na+）和氯离子（Cl−）在胞外区域浓度高，在胞內区域浓度低。这些浓度差为膜电位提供了势能。当膜允许离子进行穿透时，便形成了膜电位。
在右图的这种简化的情况下，如果膜选择性地允许钾离子通过，那么这些正离子便可以通过向膜外部扩散来消除膜内、膜外的浓度差，使得膜内总电荷为负。这种电荷分离的过程导致了膜电位。注意整个体系还是电中性的——这些正电荷在细胞外，负电荷在细胞内，二者互相吸引，沿着双层细胞膜一字排开。因此，膜电位只存在于邻近细胞膜的那一小点。电荷的相互分离是膜电位的基础。
注意这是一个示意图，只是大概地说明了离子是如何形成膜电位的。此外还有些其他离子，如钠、氯、钙等，它们对膜电位影响不大——尽管它们在膜内、膜外的浓度差比钾还大，但是它们的膜穿透性不如钾离子高。
图例: 蓝色五边形 – 钠离子；紫色方形– 钾离子；黄色圆形– 氯离子； 橘色长方形 – 不能通过细胞膜的阴离子（这些由包括蛋白在内的不同物质产生）；带箭头的大紫色结构表示一个跨膜钾离子通道以及钾离子的运动方向。

## 发现
1791年意大利解剖學家路易吉·伽伐尼（L.Galvani）偶然發現，將蛙腿肌肉放置於鐵板上，利用銅鉤鉤住蛙的脊髓，銅鉤與鐵板接觸時，其肌肉產生收縮，他把此現象歸因於動物電。
1950年代，霍去金和赫胥黎研究烏賊巨大神經元軸突（直徑>1mm）發現了細胞內外具有電位差，靜止狀態時神經細胞內電位較低（約-65mV）。